# Håkon Pedersen
Knud Håkon Per Krebs Pedersen (* 9. Oktober 1906 in Oslo; † 7. September 1991 ebenda) war ein norwegischer Eisschnellläufer.

## Werdegang
Pedersen, der für den Oslo SK startete, errang im Jahr 1927 bei der norwegischen Meisterschaft den 12. Platz und im folgenden Jahr bei den Olympischen Winterspielen in St. Moritz den sechsten Platz über 500 m. Bei der Mehrkampf-Europameisterschaft 1930 in Trondheim kam er auf den 13. Platz und schied bei den Olympischen Winterspielen 1932 in Lake Placid im 500-m-Lauf in der ersten Runde aus. Im folgenden Jahr wurde er Sechster bei der norwegischen Meisterschaft im Mehrkampf. Im Februar 1934 nahm er an der Mehrkampf-Weltmeisterschaft in Helsinki teil, die er aber vorzeitig beendete. Bei der Arbeiter-Europameisterschaft 1935 holte er Bronze und im folgenden Jahr Silber. Nach dem Zweiten Weltkrieg war er mehrere Jahre als Eisschnelllauftrainer für den norwegischen Eislaufverband tätig.

## Persönliche Bestleistungen
| Disziplin | Zeit        | Datum           | Ort       |
| --------- | ----------- | --------------- | --------- |
| 500 m     | 42,6 s      | 2. Februar 1936 | Trondheim |
| 1000 m    | 1:30,9 min  | 4. März 1931    | Oslo      |
| 1500 m    | 2:20,5 min  | 1. Februar 1936 | Trondheim |
| 5000 m    | 8:38,0 min  | 2. Februar 1936 | Trondheim |
| 10000 m   | 18:14,2 min | 9. Februar 1936 | Oslo      |